# Річард Стернз
Річард (Дік) Едвін Стернз (англ. Richard Edwin Stearns; нар.7 липня 1936)  — видатний американський науковець відомий своїми дослідженнями в теорії складності обчислень. Лауреат премії Тюрінга 1993 року (разом з Юрісом Гартманісом).

## Деякі праці

### Статті
- Hartmanis, Juris; Stearns, Richard E. (1965). On the computational complexity of algorithms. Transactions of the American Mathematical Society. AMS. 117: 285—306. doi:10.2307/1994208. Архів оригіналу за 29 червня 2016. Процитовано 2 червня 2016. (англ.)
- Stearns, R.E.; Hartmanis, J. (March 1963), Regularity preserving modifications of regular expressions, Information and Control, 6 (1): 55—69, doi:10.1016/S0019-9958(63)90110-4, архів оригіналу за 24 вересня 2015, процитовано 2 червня 2016 (англ.)
- Stearns, R.E. (September 1967), A Regularity Test for Pushdown Machines, Information and Control, 11 (3): 323—340, doi:10.1016/S0019-9958(67)90591-8, архів оригіналу за 23 червня 2020, процитовано 2 червня 2016 (англ.)
- Lewis II, P.M.; Stearns, R.E. (1968), Syntax-Directed Transduction, Journal of the ACM, 15 (3): 465—488, doi:10.1145/321466.321477 (LL-аналізатори)(англ.)

### Книги
- Hartmanis, Juris; Stearns, Richard E. (1966). Algebraic structure theory of sequential machines (PDF). Prentice-Hall international series in applied mathematics. Т. 147. Englewood Cliffs, NJ: Prentice-Hall. ISBN 978-0130222770. Архів оригіналу (PDF) за 11 серпня 2016. Процитовано 2 червня 2016. (англ.)